# Alcaraces
Alcaraces es una localidad del estado mexicano de Colima. Es parte del municipio de Cuauhtémoc.

## Demografía
| Gráfica de evolución demográfica |
|                                  |

| Censo | Población |
| ----- | --------- |
| 1910  | 643       |
| 1921  | 374       |
| 1930  | 275       |
| 1940  | 413       |
| 1950  | 663       |
| 1960  | 932       |
| 1970  | 1 463     |
| 1980  | 1 320     |
| 1990  | 1 592     |
| 2000  | 1 808     |
| 2010  | 1 829     |
| 2020  | 1 994     |